# Чикен-Рок
Чикен-Рок (англ. Chicken Rock, мэн. Carrick ny Kirkey) — самый южный остров, находящийся под управлением острова Мэн.
Единственной его достопримечательностью является маяк, высотой 44 метра (144 фута), который был разработан инженерами Дэвидом и Томасом Стивенсонами и построен в 1874 году, а официальным днём начала его работы считается 1 января 1875 года.
Название Чикен, возможно, произошло от морской птицы, часто посещающей это место — качурка, или Mother Carey’s Chickens.

## История
13 ноября 1866 года Министерство торговли предложило рассмотреть вопрос об освещении канала Св. Георгия. Это было связано с тем, что маяк на острове Каф-оф-Мэн часто был окутан туманом, и из-за этого издалека нельзя было увидеть скалу Чикен-Рок, представлявшую большую опасность для мореплавателей. В 1868 году было принято решение о строительстве маяка. Маяк был построен в 1874 году и официально открыт 1 января 1875 года.
В 1961 году маяк был автоматизирован.